# Bomg
Bomg — український стоунер-дум гурт, що початково з'явився у місті Монастирище Черкаської області, пізніше перебазувався у Київ.

## Дискографія
Студійні альбоми (LP):
- Polynseeds (2013)
- Peregrination (2020)[1]

Міні-альбоми (EP):
- Plutonaut (2012)